# 三ツ矢グループ
三ツ矢グループ（みつやグループ）は、東京都と千葉県を中心に主にタクシー事業を営む企業グループである。関連会社において自動車学校などの経営も手がける。

## 概要
1912年（大正元年）10月、乃木希典大将の乗馬係として日露戦争に従軍した創業者の関口末吉が、乃木大将殉死後に払い下げられた馬を使って江東区大島に馬車屋を開業したことに端を発する。戦前よりタクシー事業に参入するも戦時統合により一時失われ、本格的な展開は戦後になってからとなる。

## 沿革
- 1912年（大正元年）10月 - 江東区大島で馬車屋を開業。
- 1935年（昭和10年）6月 - 墨田区横川で横川タクシーを創業。
- 1941年（昭和16年）4月 - 株式会社四ツ木運送を創立。
- 1943年（昭和18年） - 戦時統合で四ツ木運送は城北運送に、横川タクシーは帝都自動車交通に各々編入。
- 1945年（昭和20年）
  - 3月 - 東京大空襲によりすべての馬を消失。
  - 8月 - 株式会社共働自動車を創立。
- 1949年（昭和24年）10月 - 足立区千住に株式会社安全交通を共同出資で設立。
- 1951年（昭和26年）
  - 4月 - 三ツ矢タクシー株式会社（現在の三ツ矢物産）設立。江戸川区小岩町にてタクシー10両で創業。
  - 8月 - 東京都台東区新坂本町（現在の台東区北上野）へ本社を移転。
- 1958年（昭和33年）7月 - 三ツ矢観光自動車株式会社設立。
- 1959年（昭和34年）
  - 2月 - 三ツ矢林業株式会社設立。
  - 7月 - 株式会社王子自動車学校設立。
- 1962年（昭和37年）
  - 1月 - 株式会社新東京自動車教習所がグループに加わる。
  - 11月 - 自動車整備事業を開始。
- 1963年（昭和38年）8月 - 現在の三ツ矢タクシー株式会社である東洋タクシー有限会社がグループに加わる。
- 1964年（昭和39年）10月 - 株式会社富士宮自動車学校がグループに加わる。
- 1966年（昭和41年）8月 - 東京都葛飾区にLPGスタンドを設置し、燃料事業に進出。
- 1967年（昭和42年）
  - 7月 - 北区浮間のLPGスタンドの営業を引継ぐ。
  - 9月 - 赤羽自動車学校設立。
- 1970年（昭和45年）
  - 8月 - 大同交通株式会社がグループに加わる。
  - 10月 - たつみタクシー株式会社がグループに加わる。
- 1971年（昭和46年）
  - 1月 - 東京のハイヤータクシー部門を三ツ矢観光自動車株式会社に統合。
  - 3月 - 株式会社東界自動車交通がグループに加わる。
  - 7月 - 三ツ矢タクシー株式会社を三ツ矢物産株式会社に社名変更。
- 1976年（昭和51年）6月 - 三ツ矢観光自動車株式会社が日本橋三ツ矢ビルを取得。
- 1979年（昭和54年）5月 - 一般区域貨物自動車運送事業開始。
- 1982年（昭和57年）7月 - 有限会社大和タクシーがグループに加わる。
- 1984年（昭和59年）6月 - 有限会社丸十タクシーがグループに加わる。
- 1987年（昭和62年）9月 - 三ツ矢物産株式会社静岡営業所（一般貨物）を新設。
- 1990年（平成2年）12月 - 千葉エアポートタクシー株式会社設立。
- 1992年（平成4年）2月 - 京葉交通株式会社がグループに加わる。
- 1993年（平成5年）11月 - 有限会社丸十タクシーを大同交通株式会社に統合。
- 1994年（平成6年）3月 - 台東区北上野の新三ツ矢本社ビル竣工。
- 1995年（平成7年）5月 - 有限会社大和タクシーを千葉エアポートタクシー株式会社に統合し社名三ツ矢自動車株式会社に変更。
- 2001年（平成13年）
  - 4月 - 富士タクシー株式会社がグループに加わる。
  - 6月 - 千葉タクシー株式会社がグループに加わる。
- 2003年（平成15年）10月 - 墨田区文花のLPGスタンドの営業を引継ぐ。
- 2007年（平成19年）11月 - 千葉県内においてエミタスブランドでのタクシーの営業を開始。
- 2008年（平成20年）5月 - 有限会社千代田交通がグループに加わる。
- 2009年（平成21年）
  - 2月 - 株式会社アーバンキャブがグループに加わる。
  - 4月
    - 大同交通株式会社、たつみタクシー株式会社、有限会社千代田交通を合併し、エミタスタクシー株式会社とする。
    - 富里タクシー株式会社が三ツ矢タクシー株式会社と合併し、三ツ矢タクシー株式会社の富里営業所となる。

  - 7月 - 双葉タクシー株式会社がグループに加わる。
  - 10月 - エミタスタクシー株式会社稲毛営業所を開設。
- 2010年（平成22年）
  - 2月 - 千葉市の株式会社東宝タクシーがグループに加わる。
  - 9月 - 千葉市の双葉タクシー株式会社をエミタスタクシー株式会社に合併。
- 2011年（平成23年）
  - 4月 - 株式会社東宝タクシーをエミタスタクシー株式会社に合併。
  - 8月
    - レンタカー事業を開始
    - 有限会社丸十タクシー白井営業所のタクシー5台の営業権を、三ツ矢タクシー株式会社富里営業所が譲受。

  - 9月 - さがみ交通グループよりさがみ交通リムジン株式会社とさがみ交通白井有限会社を取得、グループに加わる。
  - 10月 - さがみ交通リムジンをエミタスタクシー成田株式会社、さがみ交通白井をエミタスタクシー白井株式会社に社名変更。
- 2012年（平成24年）
  - 1月 - ちば県タクシーネットワーク（CTN）を設立。
  - 2月 - 三ツ矢タクシー株式会社富里営業所をエミタスタクシー成田株式会社に合併。
- 2013年（平成25年）
  - 10月
    - 千葉市の日の丸自動車株式会社のタクシー9台の営業権をエミタスタクシー株式会社が譲受。
    - 船橋市の有限会社本町交通タクシー13台の営業権を京葉交通株式会社が譲受し同社船橋営業所を開設。

  - 11月
    - 成田市の今井タクシー有限会社とニュー成田交通株式会社がエミタスグループに加わる。
    - 千葉市の株式会社鹿野タクシーがエミタスグループに加わる。
    - 今井タクシー有限会社のタクシー7台の営業権およびニュー成田交通株式会社のタクシー10台の営業権をエミタスタクシー成田株式会社に統合。
- 2014年（平成26年）
  - 6月 - エミタスタクシー成田が東京無線のタワーネットワークに加わる。
  - 9月 - 全国タクシー配車アプリ（後のJapanTaxiおよびGO）による配車を開始。
- 2015年（平成27年）
  - 1月
    - 柏市の有限会社光ヶ丘タクシーがエミタスグループに加わる。
    - 鹿野タクシーが西岬観光（ビィー・トランセグループ）のタクシー部門と合併し、社名を株式会社鹿野西岬タクシーに変更。

  - 7月 - 船橋市の有限会社丸三交通のタクシー17台の営業権を京葉交通株式会社が譲受。
  - 10月 - 柏市の有限会社富勢タクシーがエミタスグループに加わる。
- 2016年（平成28年）
  - 5月 - 光ヶ丘タクシーと富勢タクシーが合併しエミタスタクシー柏株式会社に社名変更。
  - 6月 - 葛飾区の三葉交通株式会社（チェッカーキャブ所属）を三信交通グループより取得しグループに加える。
- 2017年（平成29年）8月 - 千葉市の株式会社スター交通がグループに加わる。
- 2018年（平成30年）3月 - 浦安市の旭交通株式会社がグループに加わる。
- 2019年（平成31年・令和元年）
  - 2月 - 千葉市の協和交通有限会社のタクシー12台の営業権を千葉タクシー株式会社が譲受。
  - 4月 - 千葉市のアールタクシー株式会社がグループに加わる。
  - 10月
    - 京葉交通株式会社と株式会社アーバンキャブ、旭交通株式会社を合併し三ツ矢エミタスタクシー株式会社に社名変更。
    - 勝浦市の勝浦合同自動車有限会社がグループに加わる。

  - 11月 - 我孫子市の今井タクシー有限会社のタクシー4台の営業権をエミタスタクシー柏株式会社が譲受。
  - 12月 - 株式会社スター交通をエミタスタクシー株式会社に合併。
- 2020年（令和2年）
  - 4月 - 三葉交通株式会社をエミタスタクシー東京株式会社に社名変更。
  - 5月 - エミタスタクシー白井株式会社とエミタスタクシー成田株式会社を合併しエミタスタクシー北総株式会社に社名変更。
  - 6月 - 勝浦合同自動車有限会社が勝浦市の南総交通株式会社の全事業を譲り受け、エミタスタクシー南総株式会社に社名変更。
  - 12月 - 浦安市の有限会社ベイローリーのタクシー24台の営業権を三ツ矢エミタスタクシー株式会社が譲受。
- 2021年（令和3年）
  - 11月4日 - エミタスタクシー柏においてS.RIDEを導入[1][注釈 1]。
  - 11月25日 - 傘下のグループ6社[注釈 2]においてS.RIDEを導入[1]。
- 2022年（令和4年）
  - 1月24日 - 三ツ矢エミタスタクシー浦安営業所においてS.RIDEを導入[2]。
  - 5月31日 - 松戸市の有限会社ニーズの株式をアールタクシー株式会社が譲受し、中古車事業を開始。
  - 8月3日 - 鹿野西岬タクシーにおいてS.RIDEを導入[3]。
  - 9月1日 - アールタクシーにおいて介護タクシー（車両台数3台）を開始。
  - 10月31日 - 柏市の富士タクシー有限会社がグループに加わる。
  - 11月1日
    - 飛鳥交通より飛鳥交通千葉株式会社[注釈 3]を取得しグループに加える[4]。
    - アールタクシー敷地内においてエミタスドローンスクール開所。
- 2023年（令和5年）
  - 5月24日14時 - 飛鳥交通千葉の無線配車業務を飛鳥共同無線から譲受[5]。
  - 8月 - 柏市の有限会社千代田観光のタクシー10台の営業権をエミタスタクシー柏株式会社が譲受。
  - 9月1日 - 飛鳥交通千葉株式会社をエミタスタクシーアスカ株式会社に社名変更[6][7]。
- 2024年（令和6年）
  - 2月29日 - 新和自動車（江東区亀戸、国際自動車提携）傘下の柏タクシーがグループに加わる。

## 営業所 （車庫） の所在地

### 三ツ矢エミタスグループ

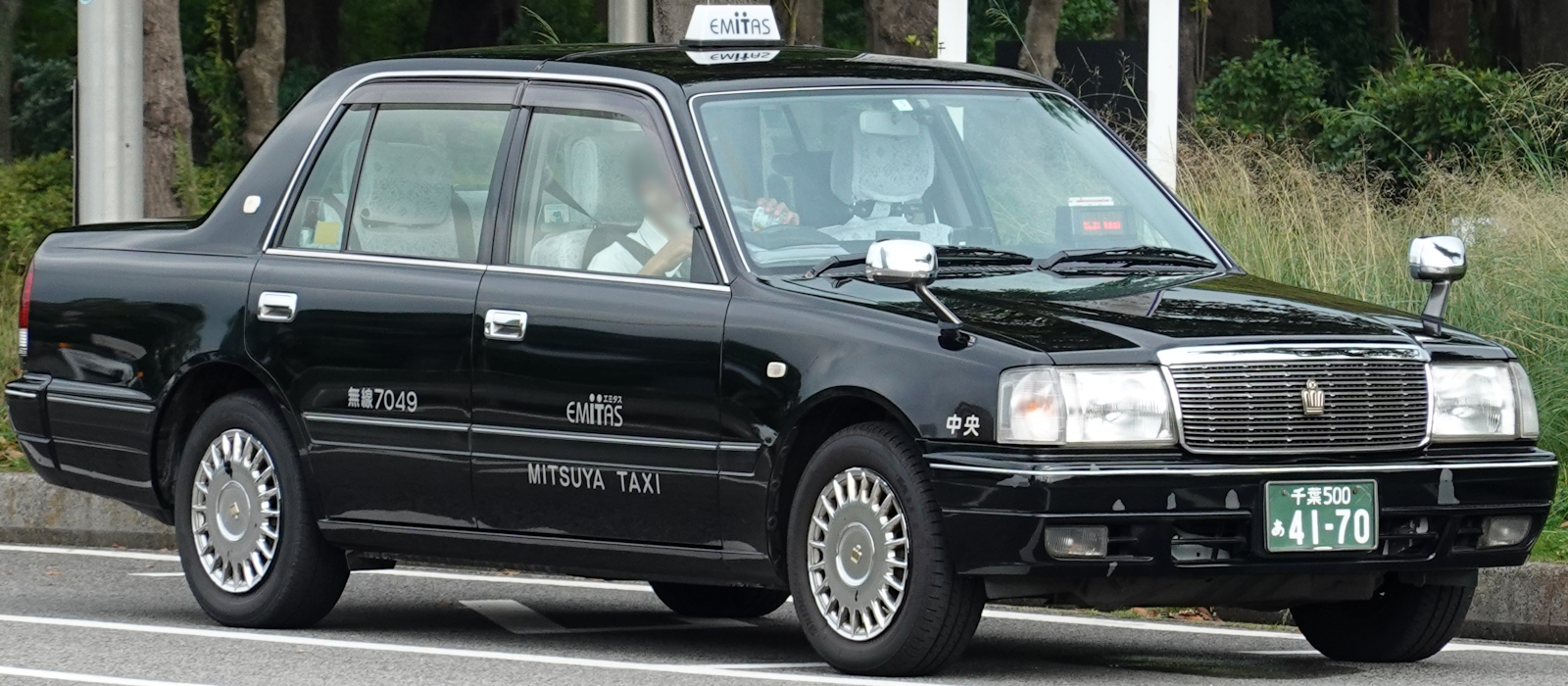
三ツ矢タクシー
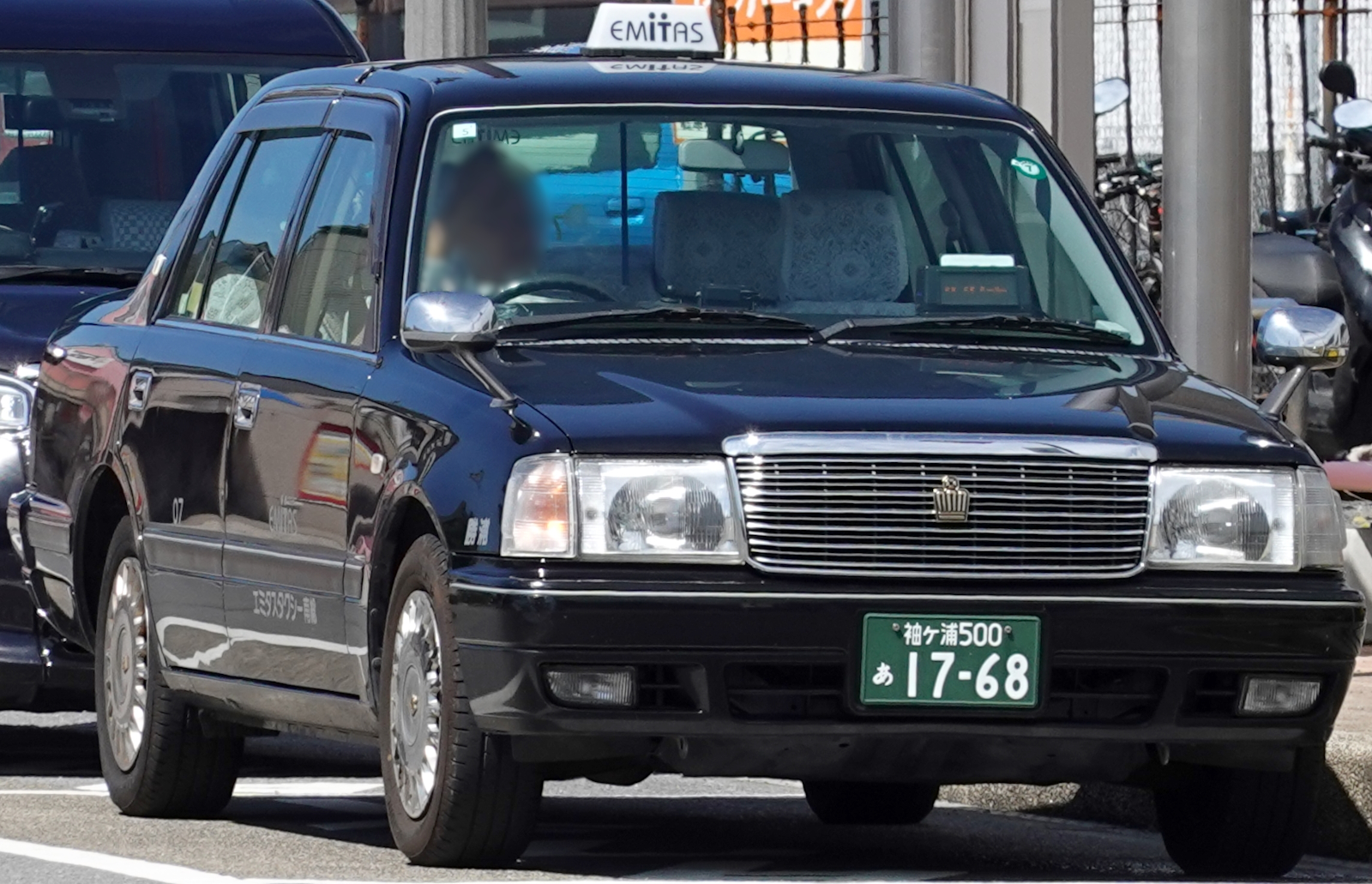
エミタスタクシー南総

| 交通圏 | 交通圏     | 社名・営業所           | 社名・営業所     | 所在地               | 備考                                                            |
| ------ | ---------- | ---------------------- | ---------------- | -------------------- | --------------------------------------------------------------- |
| 千葉   | 千葉       | アールタクシー         | アールタクシー   | 千葉市中央区都町     |                                                                 |
| 千葉   | 千葉       | エミタスタクシー       | 本社営業所       | 千葉市美浜区新港     |                                                                 |
| 千葉   | 千葉       | エミタスタクシー       | 稲毛営業所       | 千葉市稲毛区長沼原町 |                                                                 |
| 千葉   | 千葉       | 鹿野西岬タクシー       | 鹿野西岬タクシー | 千葉市緑区古市場町   | 元・鹿野タクシー                                                |
| 千葉   | 千葉       | 千葉タクシー           | 千葉タクシー     | 千葉市緑区平山町     |                                                                 |
| 千葉   | 千葉       | 富士タクシー           | 富士タクシー     | 千葉市中央区出洲港   |                                                                 |
| 千葉   | 千葉       | 三ツ矢タクシー         | 三ツ矢タクシー   | 千葉市中央区南町     |                                                                 |
| 千葉   | 千葉       | エミタスタクシーアスカ | 四街道営業所     | 四街道市めいわ       |                                                                 |
| 千葉   | 京葉       | エミタスタクシーアスカ | 船橋営業所       | 船橋市浜町           | 元・ヘルスセンター交通                                          |
| 千葉   | 京葉       | 三ツ矢エミタスタクシー | 船橋営業所       | 船橋市高瀬町         | 元・本町交通                                                    |
| 千葉   | 京葉       | 三ツ矢エミタスタクシー | 習志野営業所     | 習志野市東習志野     | 元・京葉交通                                                    |
| 千葉   | 京葉       | 三ツ矢エミタスタクシー | 浦安営業所       | 浦安市千鳥           | 元・旭交通                                                      |
| 千葉   | 京葉       | 三ツ矢エミタスタクシー | 八千代営業所     | 八千代市上高野       | 元・アーバンキャブ                                              |
| 千葉   | 京葉       | エミタスタクシーアスカ | 八千代営業所     | 八千代市大和田新田   |                                                                 |
| 千葉   | 東葛       | エミタスタクシーアスカ | 柏営業所         | 柏市十余二           | 元・東タクシー                                                  |
| 千葉   | 東葛       | エミタスタクシー柏     | 光ヶ丘営業所     | 柏市光ケ丘           | 元・光ヶ丘タクシー、富勢タクシーおよび今井タクシー              |
| 千葉   | 東葛       | 柏タクシー             | 柏タクシー       | 柏市豊四季           | 元・新和自動車グループ                                          |
| 千葉   | 東葛       | 富士タクシー           |                  | 柏市豊四季           |                                                                 |
| 千葉   | 北総       | エミタスタクシー北総   | 白井営業所       | 白井市根             | 元・さがみ交通白井（さがみ交通グループ）                        |
| 千葉   | 北総       | エミタスタクシー北総   | 北総営業所       | 富里市十倉           | 元・さがみ交通リムジン（さがみ交通グループ）                    |
| 千葉   | 南総       | エミタスタクシー南総   | 大原営業所       | いすみ市大原         |                                                                 |
| 千葉   | 南総       | エミタスタクシー南総   | 勝浦営業所       | 勝浦市墨名           | 元・勝浦合同自動車                                              |
| 東京   | 特別区武三 | エミタスタクシー東京   | 葛飾営業所       | 葛飾区奥戸           | チェッカーキャブ・東京無線所属 元・三葉交通（三信交通グループ） |

- 三ツ矢タクシー
- エミタスタクシー南総

### 三ツ矢観光グループ

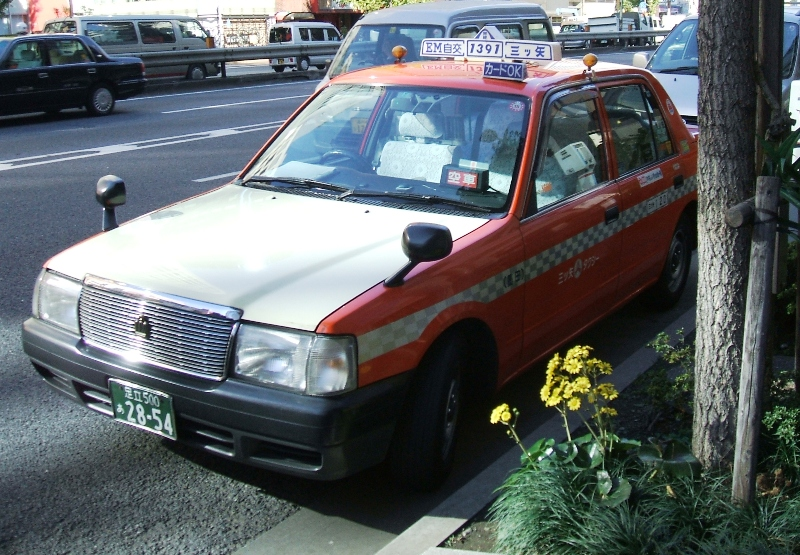
三ツ矢観光自動車 （チェッカー・EM自交二重加盟時代）

| 交通圏 | 交通圏     | 社名・営業所     | 社名・営業所    | 所在地         | 備考                                              |
| ------ | ---------- | ---------------- | --------------- | -------------- | ------------------------------------------------- |
| 東京   | 特別区武三 | 三ツ矢観光自動車 | 本社 墨田営業所 | 墨田区墨田     | チェッカーキャブ・東京無線所属 元・EM自交無線所属 |
| 東京   | 特別区武三 | 三ツ矢観光自動車 | 亀有営業所      | 葛飾区白鳥     | チェッカーキャブ・東京無線所属 元・EM自交無線所属 |
| 埼玉   | 県南東部   | 東界自動車交通   | 本社営業所      | 春日部市大沼   |                                                   |
| 埼玉   | 県南東部   | 東界自動車交通   | 八木崎営業所    | 春日部市南栄町 |                                                   |

- 三ツ矢観光自動車
（チェッカー・EM自交二重加盟時代）

## 関連会社・団体
- 三ツ矢物産 - LPガス・石油製品運送事業、オートガススタンド（都内3か所、千葉県内1か所[注釈 5]）の運営、自動車整備事業、駐車場事業など
- 三ツ矢林業（2004年まで赤羽自動車学校を運営）
- 王子自動車学校
- 新東京自動車教習所
- 富士宮自動車学校
- 社会福祉法人三ツ矢